# No Exit (2008)
No Exit (OT: Breathing Room) ist ein US-amerikanischer Horrorfilm von John Suits und Gabriel Cowan aus dem Jahr 2008.

## Handlung
Tonya wird in einen Raum mit elf Menschen gestoßen. Von den dort festsitzenden Menschen bekommt sie einen Kleidersack. Um ihren Hals trägt sie ein Halsband. Tonya begibt sich zum Umziehen auf die Unisex-Toilette. Ihre Kleidung trägt die Nummer 14, sie erhält außerdem ein Foto, eine Tonbandnachricht und den Teil eines Schlüssels. Von den anderen Personen erhält sie weitere Informationen. Jeder hat einen Gegenstand erhalten, der ihm mehr oder weniger nützlich sein sollte. Der „Gastgeber“, wie sie ihn nennen, überwacht das „Spiel“ mit Videokameras. Im Raum selbst sind einige „Regeln“ aufgehängt, die zu befolgen sind. Jede Regelverletzung hat den Tod zur Folge. Von den ehemals 14 Personen sind bereits zwei tot und in einem Nebenraum aufgebahrt. Zusammen versuchen die verbliebenen Mitglieder einen Ausweg zu finden.
Die deutlich unterschiedlichen Charaktere harren der Dinge und versuchen hinter den Grund des Spiels zu kommen. Der Gastgeber meldet sich per Videobotschaft und erklärt die Spiele für eröffnet. Nur einer kann überleben, aber nur wenn er die Hinweise richtig deuten kann und mit den anderen zusammenarbeitet. Nach einer Stunde geht das Licht aus und als es wieder an geht, ist eine der Personen tot. So geht es weiter, bis Nummer 5 (Harry) einen Hinweis findet. In einem Spiegel versteckt findet sich eine weitere Ergänzung der Regeln: Im Raum sind drei Straftäter: ein Vergewaltiger, ein Pädophiler und ein Mörder. Der Mörder soll gefunden werden. Einem Ex-Alkoholiker wird das Angebot unterbreitet, sein Enkelkind zu retten, das gefesselt an einen Stuhl per Videobild eingeblendet wird. Dazu muss er eine Person töten. Der Gastgeber enthüllt die Identität des Pädophilen: Eine Frau im mittleren Alter. Der Ex-Alkoholiker tötet sich stattdessen jedoch selbst, aber auch die Frau stirbt. Die Gruppe zerbricht und agiert nun gegeneinander.
Nachdem die Gruppe geschrumpft ist, wird eine weitere Person in den Raum gebracht. Bei ihm passt ein Schlüssel, den Tonya und Nummer 8 (Lee) zusammengesetzt haben und er kann sich seines Halsbandes entledigen. Tatsächlich gelingt es der Gruppe, eine Mauer mit Hilfe von den Utensilien, die ihnen der Gastgeber bereitgestellt hat, zu sprengen. Ein paar der Patronen sackt jedoch einer der Insassen ein, der ebenfalls eine Waffe hat. Doch dann stirbt der Neuankömmling, bevor er erzählen kann, was sich hinter der Mauer befindet. Die Mitglieder eliminieren sich gegenseitig, bis neben Tonya nur noch Nummer 5 und Nummer 8 übrig sind. Nummer 5 ist der Vergewaltiger und fällt über Tonya her. Nummer 8 kann den Angreifer erschießen, doch dieser rammt ihm noch eine zuvor aufgehobene Glasscherbe in den Bauch. Schwerverletzt wird Nummer 8 am Schluss von Tonya erledigt.
Tonya ist nämlich Teil des Spiels und verlässt mit dem Gastgeber den Raum. Man sieht einige Computer und dann wird Tonya eröffnet, man brauche sie nun in Raum 3. Eine Kamerafahrt zeigt einige weitere Räume und das Spiel beginnt von Neuem.

## Kritik
Der Film ist von anderen Low-Budget-Filmen wie Cube beeinflusst, setzt verschiedene Rätselelemente der Saw-Reihe ein und nimmt Anleihen am Stanford-Prison-Experiment. Insgesamt wurde er als mittelmäßiger Film bezeichnet.

„Breathing Room kann ohne viel Schönreden als müde Saw-Kopie, mit einem Schuss Battle Royale, bezeichnet werden. Er kann sein kleines Budget in keiner Minute verbergen und über die ganze Laufzeit kaum Spannung aufbauen. Wer sich im Genre weniger auskennt, wird sich noch mit "wer ist der Täter" beschäftigen können, alle andere werden sich nur noch langweilen.“

„Gängiger Terrorthriller mit Anleihen beim Genrefilm "Cube", der durch die klaustrophobische Enge des beschränkten Schauplatzes eher einen kammerspielartigen Effekt erzielt.“